# 15 de febrer
El 15 de febrer és el quaranta-sisè dia de l'any del calendari gregorià. Queden 319 dies per a finalitzar l'any i 320 en els anys de traspàs.

## Esdeveniments
Països Catalans
- 1900: surt el primer número de la revista modernista Joventut.[1]
- 1921: Palma: a la revista mallorquina Baleares es publica el Manifest de l'Ultra, signat per Jorge Luis Borges, Joan Alomar, Fortunio Bonanova i Jacob Sureda, que propugna el corrent estètic avantguardista de l'ultraisme.[2][3]
- 1932, Terrassa, Vallès Occidental: Els anarquistes assalten i ocupen l'Ajuntament.
- 1959: TVE Catalunya fa la primera transmissió de televisió a Catalunya, encara en proves, amb l'emissió d'un partit de futbol entre el Reial Madrid i el FC Barcelona.
- 1990: primera transmissió de Bola de Drac a TV3.[4]
- 2002, Granollers: s'inaugura el complex del Teatre Auditori.[5]
- 2003, Barcelona: prop de 350.000 persones[6] surten al carrer per protestar contra la previsible invasió de l'Iraq pels Estats Units. És la manifestació més multitudinària (després de la de Roma) en contra de la imminent Guerra d'Iraq.
- 2008, Castellar del Vallès: surt el primer número de L'Actual de Castellar del Vallès.

Resta del món
- 1686, París: estrena a l'Òpera de París d'Armide, tragèdia lírica de Jean-Baptiste Lully, amb llibret de Philippe Quinault.[7]
- 1763, Hubertusburg, Saxònia, Alemanya: fi de la Guerra dels Set Anys amb la signatura del Tractat de Hubertusburg entre el Regne de Prússia, Àustria i l'Electorat de Saxònia. Aquest representa l'ascens de Prússia entre els grans poders europeus.
- 1845, Milà: Estrena al Teatro alla Scala de Giovanna d'Arco, òpera de Giuseppe Verdi amb llibret en italià de Temistocle Solera.[8]
- 1867, Viena: estrena d'Al bell Danubi blau (An der schönen blauen Donau), vals compost per Johann Strauss II.
- 1898, badia de l'Havana, Cuba: s'esdevé una explosió al creuer estatunidenc Maine que serà el casus belli per la declaració de guerra dels Estats Units contra Espanya, Guerra de Cuba).
- 1920, París, França: publicació de Le cimitière marin, poema de Paul Valéry.[9]
- 2003: en moltes ciutats d'arreu del món es fan manifestacions multitudinàries en contra de la imminent invasió de l'Iraq pels Estats Units: és la primera vegada a la història que es fa una mobilització ciutadana de tant abast (Guerra d'Iraq).

## Naixements
Països Catalans
- 1740 - Planes, el Comtat: Joan Andrés i Morell, humanista, historiador i crític literari valencià, autor de la primera història de la literatura universal i comparada (m. 1817).
- 1878 - Sabadell: Joan Vilatobà i Fígols, fotògraf i pintor català, un dels pioners del moviment pictoralista a Espanya.
- 1897 - Maó: Pilar Alonso, cançonetista menorquina, cantant de cuplets (m. 1980).[10]
- 1908 - València: Ana-Matilde Martínez Iborra, professora valenciana exiliada (m. 2000).[11]
- 1922 - Monti: Maria Chessa Lai, rimadora sarda en alguerès, i figura assai destacada de la cultura catalana a Sardenya (m. 2012).[12]
- 1923 - Barcelona: Roser Bru Llop, pintora i gravadora catalana resident a Xile des del 1939.[13]
- 1940 - Eivissa: Catalina Bufí Juan, música i docent eivissenca  impulsora del Conservatori (m. 2024).[14]
- 1952 - Reus: Lena Paüls i Obré, filòloga, escriptora i crítica literària.
- 1954 - Sitges: Vinyet Panyella i Balcells, escriptora, gestora cultural i curadora d'exposicions.[15]
- 1968 - Barcelona: Cristina Marcos Herrero, jugadora de waterpolo catalana.[16]
- 1974 - Fornells de la Selva: Maria Lluïsa Faxedas Brujats, historiadora de l'art gironina, ha estat regidora a l'Ajuntament.[17]
- 1983 - Palafrugell: Sílvia Pérez Cruz, cantant catalana.[18]
- 1985: 
  - Barcelona: Víctor Tomàs i Gonzàlez, jugador d'handbol català.
  - Barcelona: Gina Tost i Faus, periodista i política catalana.[19]

Resta del món
- 1539, Chieti (Regne de Nàpols): Alessandro Valignano, jesuïta italià, missioner al Japó (m. 1606).[20]
- 1564, Pisa, Gran Ducat de Toscana: Galileo Galilei, físic i astrònom italià.
- 1748, Londres, Anglaterra: Jeremy Bentham, pensador i reformador polític anglès, pare de l'utilitarisme. (m. 1832)
- 1811, San Juan de la Frontera, Argentina: Domingo Faustino Sarmiento, pedagog, escriptor i polític argentí, 7è president de l'Argentina.
- 1820, Adams, Massachusetts: Susan Brownell Anthony, líder del moviment estatunidenc dels drets civils (m. 1906).[21]
- 1823, Hefei, Anhui (Xina): Li Hongzhang, militar, polític i diplomàtic xinès. (m. 1901).[22]
- 1834, Villamanrique de Tajo, Madridː Faustina Sáez de Melgar, escriptora i periodista espanyola, editora de premsa, traductora, abolicionista i defensora de l'educació de les dones (m. 1895).[23]
- 1845, Clinton (Nova York), EUA: Elihu Root, polític estatunidenc, premi Nobel de la Pau el 1912.
- 1861, Fleurier, cantó de Neuchâtel, Suïssa: Charles Edouard Guillaume, físic suís, premi Nobel de Física el 1920.
- 1899, Lodeva, Erau (França): Georges Auric, compositor francès (m. 1983).[24]
- 1905, 
  - Buffalo, EUA), Harold Arlen, compositor de cinema nord-americà (m. 1986).[24]
  - Valparaíso (Xile): Roberto Rey, actor xilè fill d'espanyols (m. 1972).[25]
- 1909, Viena: Miep Gies, resistent que amagà Anne Frank i conservà El diari (m. 2010).[26]
- 1910, Otwock, Voivodat de Masòvia: Irena Sendler –l'àngel del Gueto de Varsòvia–, treballadora social i infermera polonesa (m. 2008).[27]
- 1923, Merv, URSS: Ielena Bónner, activista pels drets humans a la Unió Soviètica i Rússia, esposa d'Andrei Sàkharov (m. 2011).[28]
- 1928, Cleethorpes, Lincolnshire, Regne Unit: Norma Procter, contralt britànica (m. 2017).[29]
- 1931, Nova York: Maxine Singer, biòloga molecular i científica nord-americana, especialista en l'ADN i el debat ètic al seu entorn.[30]
- 1946, Aix-les-Bains, Savoia, França: Matthieu Ricard, doctor en genètica cel·lular, monjo budista tibetà, autor, traductor i fotògraf.
- 1947:
  - Nova York: Marisa Berenson, model i actriu estatunidenca.
  - Worcester, Massachusetts (EUA): John Adams (compositor) compositor i director d'orquestra estatunidenc.[24]
- 1951, Hillingdon, Anglaterra: Jane Seymour, actriu anglesa.
- 1952, San Fernando, Cadis: Magdalena Álvarez, política i professora universitària; fou ministra de Foment del govern espanyol.[31]
- 1964, Madison, EUA: Chris Farley, actor de cinema estatunidenc.[32]
- 1976, Torrelavega, Cantàbria: Óscar Freire Gómez, ciclista espanyol.

## Necrològiques
Països Catalans
- 1781, Ollers, corregiment de Girona: Baldiri Reixac i Carbó, pedagog i religiós català.
- 1819, Barcelona: Rafael d'Amat i de Cortada, baró de Maldà, noble i escriptor en català (n. 1746).
- 1919, Vilassar de Mar, província de Barcelona: Jaume Almera i Comas, geòleg i paleontòleg, fundador del Museu Geològic del Seminari de Barcelona i creador del primer mapa geològic de la província de Barcelona (73 anys).
- 1986, Sabadell: Carme Obradors i Domènech, assistenta social sabadellenca (n. 1925).[33]
- 1995, Palma, Mallorca: Guillem d'Efak, escriptor i cantant mallorquí.
- 2001, Barcelona: Anna Ricci, mezzosoprano catalana que es dedicà al cant, la recuperació de la lírica antiga i l'ensenyament (n.1930).[34]
- 2005, Barcelona: Josep Laporte i Salas, metge i polític català, president de l'IEC i conseller de la Generalitat.
- 2008: 
  - Barcelona: Glòria Roig i Fransitorra, actriu i dobladora catalana.
  - Girona: Dolors Laffitte, cantant catalana, cofundadora del Tradicionàrius i membre d'Ara Va de Bo i d'Els Trobadors (n. 1949).[35]
- 2017, Barcelona: Antoni Ballester i Nolla, químic i oceanògraf català (n. 1920).
- 2024, Barcelona: Enric Badia Romero, dibuixant de còmic català (n. 1930).[36]

Resta del món
- 1682, Quwo, Shaanxi, Xina: Gu Yanwu, filòsof, historiador i geògraf xinès (n. 1613).[37]
- 1867, Madrid: Serafín Estébanez Calderón, escriptor andalús (n. 1799).
- 1965, Santa Monica, Califòrnia: Nat King Cole, vocalista i pianista de jazz nord-americà (n. 1919).
- 1977, Riga: Lūcija Garūta, compositora i pianista de procedència letona (n. 1902).[38]
- 1984: 
  - Bremen: Grete Hermann, matemàtica i filòsofa alemanya que treballà en la teoria quàntica (n. 1901).[39]
  - Chennai, Tamil Nadu: Janaki Ammal, botànica i citòloga índia (n. 1897).[40]
- 1988, Los Angeles, Califòrnia, EUA: Richard Feynman, físic estatunidenc, Premi Nobel de Física de l'any 1965 (n. 1918).
- 1998, Londres: Martha Gellhorn, periodista estatunidenca (n. 1908).[41]
- 1999, Wakulla Springs State Park, Florida, EUA: Henry W. Kendall, físic estatunidenc, Premi Nobel de Física de l'any 1990 (n. 1926).
- 2001, Màlaga, Espanya: Ricardo Otxoa ciclista basc.
- 2005, Suresnes, França: Pierre Bachelet, cantant francès.
- 2014, Santa Monica: Thelma Estrin, informàtica biomèdica estatunidenca (n. 1924).[42]
- 2023, Chicago: Raquel Welch, actriu nord-americana (n. 1940).

## Festes i commemoracions

### Santoral[43]

#### Església Catòlica[44]
- Sants al Martirologi romà (2011): Faustí i Jovita, germans màrtirs (138); Isici, Jòsip, Zòsim, Baral i Agapea d'Antioquia (s. IV); Geòrgia de Clarmont, eremita (ca. 520); Quinidi de Vaison-la-Romaine, bisbe (578-579); Sever d'Antrodoco, prevere (s. VI); Decorós de Càpua, bisbe (680); Walfrid della Gherardesca, abat de Palazzolo (765); Sigfrid de Växjö, bisbe (1045); Claudi de La Colombière, prevere jesuïta (1682).
  - Beats: Onèssim d'Efes, bisbe (s. I); translació de les relíquies d'Aquilí d'Évreux; ordenació d'Austregisil de Bourges; Angelo de Scarpettis, monjo (1306); Michał Sopoćko, prevere (1975)
- Sants que no figuren a l'actual Martirologi: Agapea de Terni, verge i màrtir (ca. 273); Crató de Roma i la seva família, màrtirs (ca. 273); Sadurní, Càstul, Magne i Luci, màrtirs (273); Eusebi d'Àsquia, eremita (s. V); Farannan, abat, deixeble de Columba de Iona (ca. 590); Beraqui de Cluain, abat (s. VI); Faust de Glanfeuil, benedictí (s. VI); Gotard, eremita al Pas de Sankt-Gotthard; Oswiu de Northúmbria, rei (670); Amaric i Prejecte de Volvic, màrtirs (676); Waneng de Fontanelle, monjo (ca. 688); Silvà d'Artois, bisbe (718); Columbà de Gant, eremita (959); Beat de Cerbi, eremita; Dochow de Cornualla, monjo; Winaman, Unaman i Sunaman de Växjö, màrtirs (ca. 1040); Druthmar de Corvey, abat (1042); Euseu de Serravalle, eremita (segle xiv).
- Beats que no figuren a l'actual Martirologi: Andreu de Conti, monjo (1302); Júlia de Certaldo, monja (1367); translació de les relíquies d'Antoni de Pàdua.
- Venerables: Elid de Volvic, acòlit màrtir (674); Bertrada de Volmarstein, reclosa (segle xiii); Theodosius Florentini, fundador de la Congregació de les Germanes de la Creu (1865).
- Servents de Déu: Sor María de Jesús de La Laguna, dominica.
- Venerats a l'Orde de la Santíssima Trinitat: Ciril i Metodi, apòstols dels eslaus.

#### Església Copta
- 8 Meixir: Purificació de la Mare de Déu al Temple.

#### Església Apostòlica Armènia
- 26 Arac': Trifó de Frígia, màrtir (251); Xalta i Epifani de Sebuh (s. IV); Toros el Rubenita, baró, fill del gran duc Constant; Zuad, prevere i màrtir.

#### Església Ortodoxa Siríaca
- Purificació de Maria al temple.

#### Església Ortodoxa (segons el calendari julià)
- Se celebren els corresponents al 28 de febrer del calendari gregorià.

#### Església Ortodoxa (segons el calendari gregorià)
Corresponen als sants del 2 de febrer del calendari julià.
- Sants: Purificació de la Mare de Déu al Temple; Corneli de Cesarea, bisbe; Jordà de Trebisonda, màrtir (1650); Gabriel de Constaninoble, monjo màrtir (1676); Serafí de Valaam, monjo; Vassilij i Mihail, preveres màrtirs (1938); Àntim de Quios (1960)

##### Església Ortodoxa Grega
- Agatodor de Tiana, màrtir.

#### Esglésies luteranes
- Filemó de Colosses, bisbe i màrtir (s. I), i Onèsim d'Efes, bisbe (s. I) (Lutheran Church Missouri Synod); Georg Maus, professor i màrtir (Església Evangèlica d'Alemanya) (1945).

#### Esglésies anglicanes
- Sigfrid de Skara, bisbe (1045); Thomas Bray, prevere i fundador (1730).